# Shibori

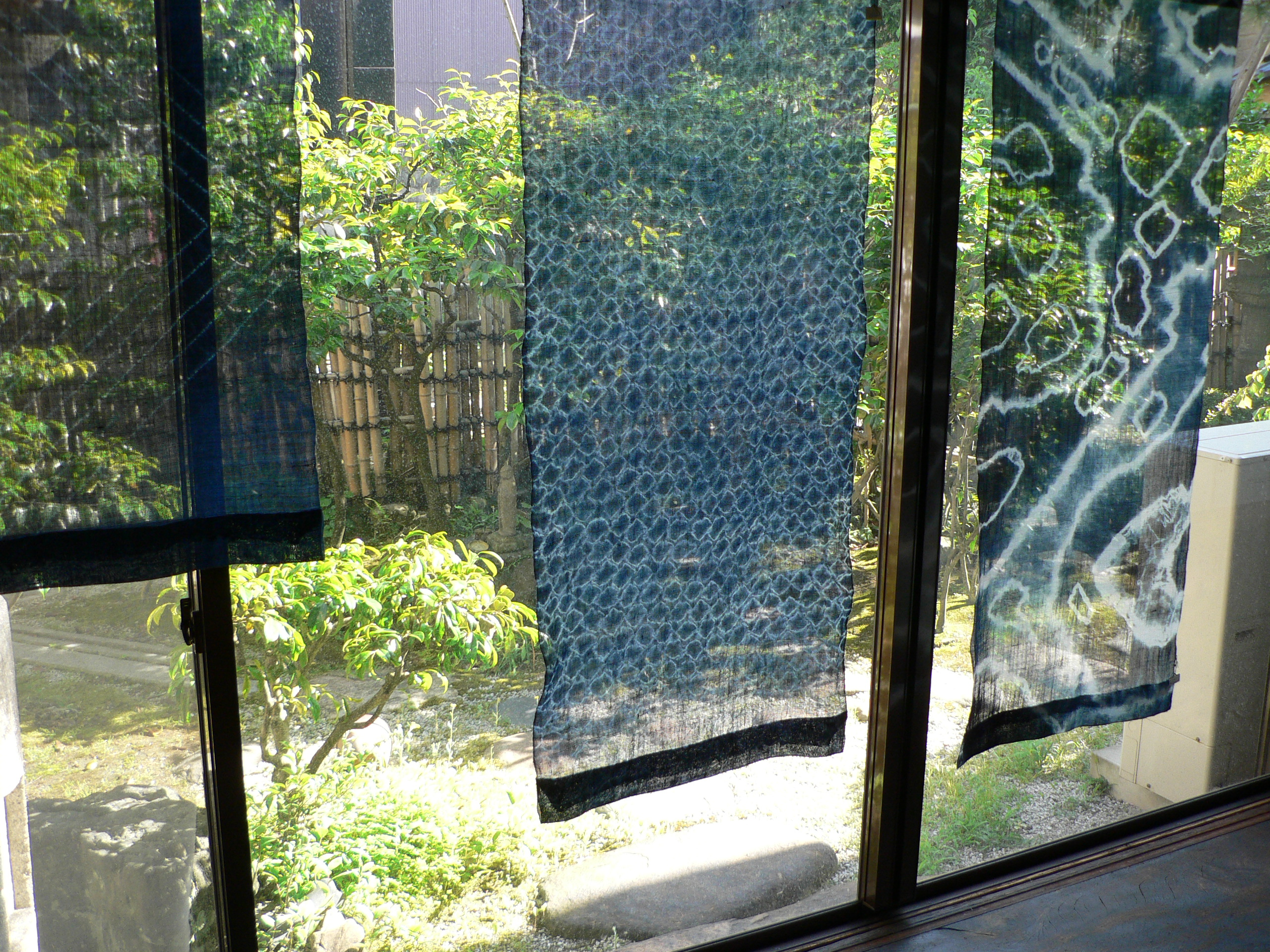
Một số vải nhuộm shibori treo dưới ánh nắng mặt trời, thể hiện các kỹ thuật khác nhau.

Shibori (絞り/ しぼり) là một kỹ thuật nhuộm thủ công của Nhật Bản, tạo ra các họa tiết hoa văn trên vải.

## Lịch sử
Tại Nhật Bản, những ghi chép sớm nhất được biết đến về vải được nhuộm bằng kỹ thuật shibori có từ thế kỷ thứ 8; đó là một trong những món quà được Thiên hoàng Shōmu tặng cho Tōdai-ji của Nara.
Cho đến thế kỷ 20, có rất ít loại vải và thuốc nhuộm được sử dụng rộng rãi ở Nhật Bản. Các loại vải chính là lụa và vải gai dầu, và về sau là vải bông. Thuốc nhuộm chính là màu chàm (từ lá chàm) và, ở mức độ ít hơn, đỏ (từ Rubia tinctorum) và tím (từ củ dền).
Shibori và các loại hình nghệ thuật trên vải khác, như tsutsugaki, được áp dụng cho tất cả các loại vải và thuốc nhuộm.

## Kỹ thuật

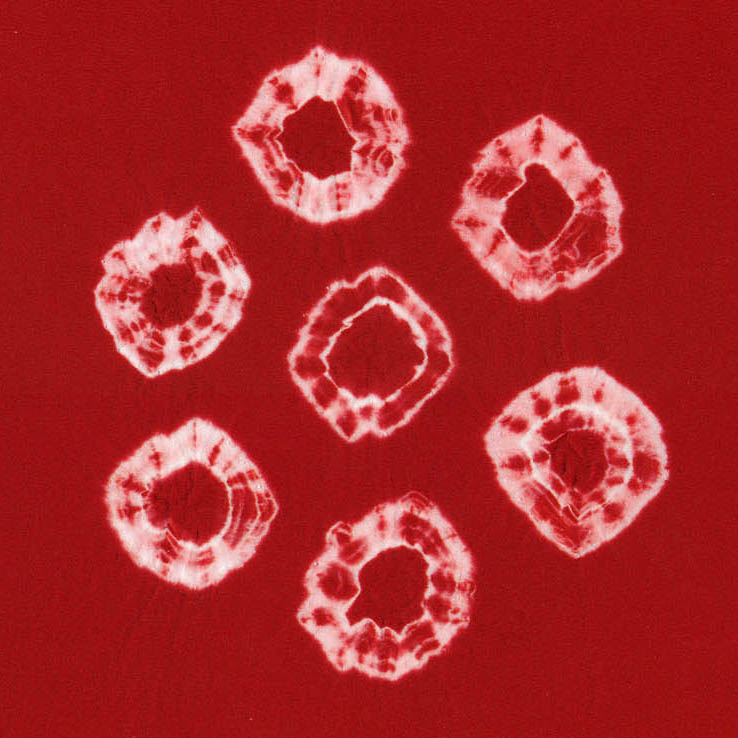
Ví dụ về ne-maki shibori

Có vô số cách để tạo nên shibori, người ta có thể buộc, khâu, gấp, xoắn hoặc nén tấm vải, mỗi cách dẫn đến các họa tiết khác nhau. Mỗi phương pháp được sử dụng nhằm mục đích đạt được một kết quả nhất định, nhưng các phương pháp này phải phù hợp với tính chất của loại vải được sử dụng. Do đó, kỹ thuật được sử dụng trong shibori không chỉ phụ thuộc vào họa tiết mong muốn, mà còn phụ thuộc vào đặc tính của vải được nhuộm. Ngoài ra, các kỹ thuật khác nhau có thể được sử dụng kết hợp để đạt được kết quả phức tạp hơn.

### Kanoko shibori
Konoko shibori là một kỹ thuật mà trong đó các phần nhất định của vải được buộc lại để tạo ra họa tiết mong muốn. Các họa tiết được tạo ra phụ thuộc vào độ chặt của vải và vị trí buộc vải. Nếu buộc vải một cách ngẫu nhiên, kết quả thu được sẽ là họa tiết các vòng tròn ngẫu nhiên. Nếu miếng vải được gấp rồi buộc lại, các vòng tròn thu được sẽ có dạng tùy thuộc vào nếp gấp đã được sử dụng.